# Ponto excepcional
Em física,  um ponto excepcional (EP) é um lugar onde dois padrões complexos de comprimentos de onda que se espelham se encontram - fundindo-se em um padrão ou outro, dependendo de como eles estão viajando.
Na física quântica, os pontos excepcionais estão envolvidos na transição de fase quântica e no caos quântico, eles produzem efeitos na dispersão multicanal, dependência de tempo específica. Na física nuclear eles estão associados a problemas em instabilidades e contínuos. Sendo singularidades espectrais elas também afetam esquemas de aproximação. As singularidades espectrais são centrais para a capacidade de sintonizar continuamente a transição entre o acoplamento fraco e ultra-forte de luz e matéria confinada no vácuo.
Usando luz polarizada para acionar a formação de quasipartículas conhecidas como polaritons - luz e matéria fortemente acopladas - dentro dos nanotubos unidimensionais em uma cavidade à temperatura ambiente, polaritons podem ressoar ao longo do comprimento dos nanotubos alinhados, eles aparecem quando a luz de entrada é polarizada na mesma direção. O ângulo de polarização em que os polaritons aparecem e desaparecem é conhecido como o ponto excepcional.